# Guyniidae
Famille
Les Guyniidae sont une famille de scléractiniaires (coraux durs dits « coraux bâtisseurs de récifs »).

## Systématique
La famille des Guyniidae a été créée en 1910 par le zoologiste britannique Sydney John Hickson (1859-1940) pour y ranger les genres Guynia et Pyrophyllia, ce dernier étant désormais considéré comme synonyme du premier.

## Liste des genres
Selon World Register of Marine Species (15 septembre 2021) :
- genre † Cyathosmilia Tenison-Woods, 1878
- genre Guynia Duncan, 1873
- genre † Onchotrochus Duncan, 1869

## Publication originale
- (en) Sydney J. Hickson, « On a new octoradiate coral, Pyrophyllia inflata (new genus and species) », Memoirs and proceedings of the Manchester Literary & Philosophical Society, Manchester, Manchester Literary and Philosophical Society, vol. 54, no 12,‎ 11 mai 1910, p. 1-7 (ISSN 0076-3721, OCLC 7726729, lire en ligne).